# والت مارتن
والت مارتن (بالإنجليزية: Walt Martin)‏ هو مهندس الصوت أمريكي، ولد في 8 أبريل 1945 في هوليوود في الولايات المتحدة، وتوفي في 24 يوليو 2014 في بربانك في الولايات المتحدة.

## وصلات خارجية
- والت مارتن على موقع IMDb (الإنجليزية)
- والت مارتن على موقع قاعدة بيانات الفيلم (الإنجليزية)